# Manlius János
Manlius János szlovénul Janž Mandelc (1530?–1604?) szlovén származású 16. századi magyarországi nyomdász volt. Neve német nyelvű kiadványain Hans Manuel (Mandl, Manuel, Mannel, Männel) voltak.

## Munkássága
Valószínűleg Isztriából vagy Krajnából, a mai Szlovénia történelmi régiójából származott. Ezek a területek Ausztria örökös tartományai voltak ekkoriban. 1575-ben kezdte meg könyvkereskedői, majd nyomdászi tevékenységét Laibachban, ahol városi polgárrá fogadták. Már ez év őszén kinyomtatta Jurij Dalmatin lelkész és Biblia-fordító vallási énekeket tartalmazó könyvét, ami az első, Ljubljanában szlovén nyelven nyomtatott könyv volt. 1581-ig mintegy 30 könyvet, valamint kalendáriumokat, időszaki kiadványokat nyomtatott ki Ljubljanában szlovén, latin, német és gradišćei nyelven.
Szorosan együttműködött a szlovén protenstánsok mozgalmával, Primož Trubarral. Nyomtatásra előkészítette az első szlovén nyelvű Bibliát, amely szintén Dalmatin műve. Emiatt II. Károly osztrák főherceg, aki Belső-Ausztria ura volt ekkoriban, kitiltotta az örökös tartományokból. Kénytelen volt távozni a városból, amely 50 forint segélyt nyújtott tekintélyes polgárának elköltözéséhez.    
Ezután Magyarországon folytatta tevékenységét. 1582-től haláláig, 1604-ig dolgozott Nyugat-Magyarország különböző részein, a Batthyányiak, Erdődyek, Nádasdyak birtokain és megrendelésére a kor szokásainak megfelelően latinosított-magyarosított Manlius János néven, habár magyarul nem beszélt. Ekkor Alsólendván lakhatott és érintkezésbe lépett a magyarországi szlovénekkel. Részben neki köszönhetően megismerhették az itteniek Trubar és Dalmatin könyveit is, bár a nyelvjárások miatti eltérések miatt a nyelvet nem tudták meghonosítani, ám utóbb hatással lett saját irodalmi nyelvük kialakításában. A helyiek részére nyomtatta ki az Agenda Vandalica c. szertartáskönyvet. A cím már eleve utal a helyi szlovénségre, mert ezeket latinul és tudományos műveken keresztül vandál származásúnak tartották. A könyv elveszett, de nagyon valószínű, hogy nem szlovén, hanem latin nyelven íródott.
1587-ben a horvátországi Varasdon nyomtatott könyveken szerepel a neve. Az ezt követő időkben Monyorókerékről, az Erdődy grófok birtokáról jelölte kiadványait, 1592-ben Németlövőn adta ki Kozárvári Mátyás történelmi eposzát Az Regi Magyaroknac első be iövésekről valo Historia, Atillaual miképpen telepettenec le Scambriaban, Es melly nagy vérontassal férkesztenek be Pannoniaba címmel. Ezt követően Sárváron dolgozott. Itt adta ki 1602-ben Magyari István: Az országokban való sok romlásoknak okairól című, a katolikusok ellen írt könyvét. Az itt élő, a török terjeszkedés miatt elmenekült horvátság számára is igyekezett könyveket biztosítani, így hozzájuk eljuttatta a szlovén nyelvű műveket, amely befolyásolta a gradišćei nyelv alakulását.
1604-5 körül halt meg a Sopron megyei Németkeresztúron (ma Sopronkeresztúr).
Halála után özvegye folytatta a munkáját, aki feleségül ment Farkas Imre nyomdászhoz. 1619-ig Keresztúron, majd 1621-től 1643-ig Csepregen dolgoztak. A Manlius- és Farkas-féle nyomdából összesen körülbelül száz munka került ki. Manlius kiadványai közül mintegy hatvan maradt fenn.